# Provincia di Toliara
La provincia di Toliara (Faritanin' i Toliara in malgascio) è una delle sei province del Madagascar, con capitale Toliara (Tuléar). Con un'area di 161.405 km² e una popolazione di 2.229.550 persone (censimento del luglio 2001), è la provincia più vasta del paese ma anche quella meno popolata (l'esatto opposto della provincia di Antananarivo). È anche una delle province più povere del paese, con scarsissime infrastrutture.

## Geografia e clima
La provincia di Toliara, specialmente nella zona di Mahabo, è esposta ai cicloni stagionali. La scarsità delle infrastrutture e la povertà della zona fanno sì che proprio qui i cicloni provochino il massimo di danni; fra il 2003 e il 2004, per esempio, 16.700 persone hanno perduto la propria abitazione..

## Società

### Evoluzione demografica
La provincia di Toliara ospita numerose popolazioni ed etnie differenti. Nella zona settentrionale di Menabe, dove i fiumi Mangoky e Tsiribihina forniscono acqua per l'agricoltura e l'allevamento, predominano i Sakalava. Nel centro sud, attorno alla città di Toliara, la popolazione è principalmente di etnia Vezo o Masikoro. A est, nelle zone di Sakaraha e Ankazoabo, si trovano soprattutto i Bara, allevatori di zebù. Nella valle del fiume Onilahy si trovano gli Antanosy (coltivatori di riso) e a sud i Mahafaly e gli Antandroy, anch'essi allevatori di bovini, pecore e capre. Nelle aree di Taolagnaro e Amboasary predominano ancora gli Antanosy e gli Antandroy, che qui godono anche di un terreno fertile.

## Geografia antropica

### Suddivisioni amministrative
La provincia di Toliara comprende le seguenti Regioni:
| Regione          | Capoluogo | Popolazione | Superficie (km²) |
| ---------------- | --------- | ----------- | ---------------- |
| Atsimo-Andrefana | Toliara   | 1 018 500   | 66 236           |
| Menabe           | Morondava | 390 800     | 46 121           |
| Androy           | Ambovombe | 476 600     | 19 317           |
| Anosy            | Tolagnaro | 544 200     | 25 731           |

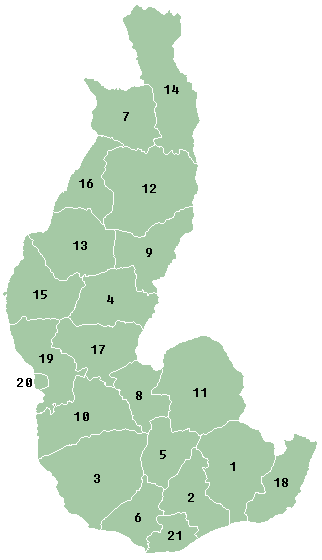
Distretti (fivondronana) della provincia di Toliara

e i seguenti distretti (fivondronana):
1. distretto di Amboasary-Atsimo
2. distretto di Ambovombe
3. distretto di Ampanihy
4. distretto di Ankazoabo
5. distretto di Bekily
6. distretto di Beloha
7. distretto di Benenitra
8. distretto di Beroroha
9. distretto di Betioky Sud
10. distretto di Betroka
11. distretto di Mahabo
12. distretto di Manja
13. distretto di Miandrivazo
14. distretto di Morombe
15. distretto di Morondava
16. distretto di Sakaraha
17. distretto di Tolagnaro
18. distretto di Toliara II rurale
19. distretto di Toliara I urbano
20. distretto di Tsihombe

## Economia
La maggior parte della popolazione di Toliara vive di agricoltura e allevamento. Fra le coltivazioni, sono molto comuni i fichi d'India e nella zona di Morondava, nel nord, si trovano enormi coltivazioni di canna da zucchero. Gli zaffiri e altri minerali rappresentano un'importante risorsa a cui sono legate molte delle aspettative di sviluppo della regione. Anche il turismo è in crescita; nella provincia si trovano infatti molte aree naturali protette, tra cui parte del Parco Nazionale dell'Isalo, una delle tappe più frequenti degli itinerari turistici nel sud dell'isola. L'analfabetismo rappresenta uno dei maggiori ostacoli allo sviluppo economico della provincia, e per combatterlo sono stati varati diversi piani di scolarizzazione.

## Storia
Nella regione di Morondava si sviluppò dal XV secolo il Regno di Menabe, uno dei principali regni del Madagascar pre-coloniale, annesso al Regno del Madagascar nel 1843.